# The Flowers of Romance
The Flowers of Romance was een Engelse punkband, die werd opgericht in de zomer van 1976 door Jo Faull en Sarah Hall. De band heeft nooit live opgetreden of een cd opgenomen. De band is meer bekend dankzij de leden, die later enorm bekend werden. Sid Vicious werd later bekend van zijn optreden bij de Sex Pistols. Keith Levene werd bekend van zijn optredens bij The Clash en Public Image Ltd.. Andere bekende bandleden zijn Palmolive en Viv Albertine, die samen de band The Slits oprichten. De naam van de band, The Flowers of Romance, is later gebruikt voor twee albums, van Public Image Ltd. en die van de Sex Pistols.